# Riot (Marvel Comics)
Riot egy kitalált szereplő a Marvel Comics képregényeiben. A karaktert David Michelinie és Ron Lim alkotta meg. Maga a szimbióta 1993-ben bukkant fel először a Venom: Halálos védelmező 4. számában, de 2012-ig kellett várni, míg megkapta saját hivatalos nevét a Carnage: U.S.A. 2. számában. A Venom filmben Káoszként nevezik meg.

## Eredettörténet
Riot egyike annak az öt szimbiótának, melyek Venomból osztódtak, és amelyeket az Élet Alapítvány dolgozói vizsgáltak hosszú éveken keresztül. A parazita A csodálatos Pókember "Halálos védelmező" című számában jelent meg 1993-ban, négy másik szimbióta társaságában. Az Élet Alapítvány nevű szervezet egy világvégére váró szekta, melynek dúsgazdag ügyfélköre egy nukleáris holokausztra készülve épített menedéket, és a túlélők védelmének érdekében hozták létre a Venom szimbióta ivadékait is, ahelyett, hogy megpróbálták volna megakadályozni az apokalipszis eljövetelét. A Venomtól vett mintákkal Carlton Drake önkénteseket alakított át szuper-testőrökké. Riot sokáig Trevor Cole biztonsági szakemberen élősködött, valamint segítették az Alapítványt érdekeinek elérésében.
A parazitákból álló osztag komoly fenyegetéssé vált, ezért Pókembernek és Venomnak össze kellett fogniuk, hogy megállítsák őket (Planet of the Symbiotes). Venom ivadékait csak egy időre sikerült megfékezniük, véglegesen megállítani nem. Az ivadékok között szembenállás alakult ki, miután apjuk elfordult tőlük. Scream végzett Riot gazdatestével, Trevorral, de Riot túlélte a támadást és elmenekült, de később katonákhoz csatlakozva, háborúkban csillapította a vérszomját. Később a Deadpool és Vérontó közti összecsapásokba is feltűnt (Deadpool vs. Carnage).

## Képességei
Venom leszármazottjaként sok képességet megörökölt, Pókember állóképességén is túltevő fizikai erővel rendelkezik, valamint képes blokkolni a pókösztöneit is. A falon mászás is megy neki, valamint minimális olyan sérülés van, melyből ne tudna nagyon gyorsan felépülni. Megjelenésre ő hasonlít legjobban Venomra az öt parazita közül.
Leghalálosabb tulajdonsága, hogy képes pengékké alakítani a végtagjait, melyekkel komoly pusztításokat képes megtenni. Gyengeségei közé sorolandó, hogy nem bírja sokáig gazdatest nélkül, a tűz- és hangalapú fegyverek pedig szinte példa nélküli módon hatásosak ellene.

## Megjelenése a képregényeken kívül

### Film
- Főgonosza a 2018-ban megjelent Venom című amerikai szuperhősfilmnek.[6] Itt a színésze Riz Ahmed és a magyar hangja Hevér Gábor.

### Videójáték
- Venom/Spider-Man: Separation Anxiety
- Marvel Avengers Alliance
- Spider-Man Unlimited